# Grosser Heuberg
Grosser Heuberg (Gran Heuberg), muchas veces llamado simplemente Heuberg, es el nombre de una meseta en el suroeste del Jura de Suabia con montes de alrededor de o más de 1000 m s. n. m.

## Etimología
El comienzo Heu de Heuberg viene de la palabra suaba hai que significa alto y la desinencia berg significa monte.

## Enlaces
- Mapa

- Datos: Q1548700